# جروم لافورکاد
جروم لافورکاد (انگلیسی: Jérôme Lafourcade؛ زادهٔ ۱۵ ژانویهٔ ۱۹۸۳) بازیکن فوتبال اهل فرانسه است.
از باشگاه‌هایی که در آن بازی کرده‌است می‌توان به باشگاه فوتبال تروا و باشگاه ورزشی مون‌پلیه اشاره کرد.